# Carpegna (Marken)
Carpegna ist eine italienische Gemeinde (comune) mit 1722 Einwohnern (Stand 31. Dezember 2023) in der Provinz Pesaro und Urbino in den Marken. Die Gemeinde liegt etwa 48 Kilometer westsüdwestlich von Pesaro und etwa 24,5 Kilometer westnordwestlich von Urbino am Parco naturale regionale del Sasso Simone e Simoncello, gehört zur Comunità montana del Montefeltro und grenzt unmittelbar an die Provinzen Arezzo (Toskana) und Rimini (Emilia-Romagna).

## Geschichte
Der Legende nach soll ein Armileone Carpegna im Jahr 466 von Odoaker die Gegend erhalten und eine erste Burg errichtet haben. 962 soll sein Nachfahre Ulderico di Carpegna von Kaiser Otto I. für Carpegna und andere Besitzungen im Montefeltro und in der Romagna eine Lehensbestätigung erhalten haben. Ein Rodolfo di Carpegna erbaute ab 1004 die Burg von Pennabilli und begründete die Familie Malatesta. Im 12. Jahrhundert spalteten sich von den Grafen von Carpegna (als solche erstmals 1238 erwähnt) dann die Herren von Montecopiolo ab, die eine Reihe von Orten in der Region des Montefeltro beherrschten und mit Montefeltrano I. (ca. 1135–1202) zu Grafen von Montefeltro erhoben und 1213 mit der Grafschaft Urbino belehnt wurden, wo sie 1443 zu Herzögen aufstiegen. Während die Carpegna drei blaue Schrägstreifen auf Silber im Wappen führten, legte das Montefeltro-Wappen diese auf Gold. Die unterschiedlichen Familienstämme konkurrierten lange Zeit um die Vorherrschaft in der Region.

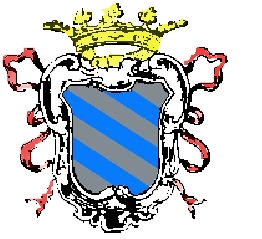
Wappen des Hauses Carpegna

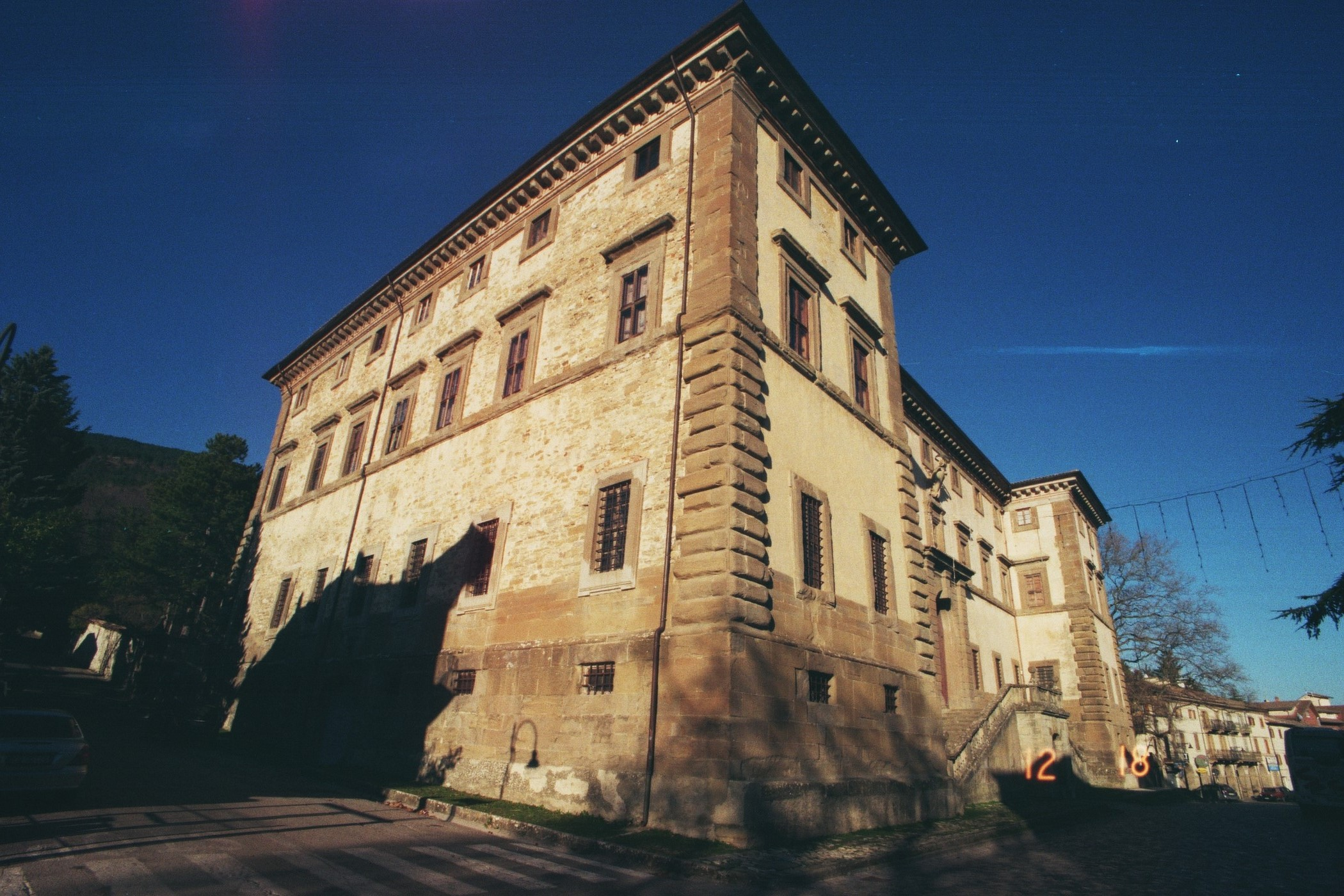
Palast der Fürsten von Carpegna

Die Grafen von Carpegna errichteten und erwarben nach und nach 30 Burgen. Nach dem Fall der Staufer teilte sich die Familie in die Zweige der Grafen von Carpegna-Gattara, welche sich auf die Seite der Guelfen stellten, und die Grafen von Carpegna-Pietracuta, die die Ghibellinen unterstützten. Nach dem Aussterben der Gattara-Linie 1409 kam deren Herrschaft kurz an die Malatesta, dann zurück an die andere Carpegna-Linie, die sich 1463 erneut in zwei Linien aufteilte: die Grafen von Carpegna (mit Castellaccia, Palazzo Corignano und Torre dei Fossati) und die Grafen (ab 1685 Fürsten) von Gattara-Scavolino (mit Gattara, Bascio, Miratoio und Scavolino). Beide Linien regierten reichsunmittelbare kaiserliche Lehen in Reichsitalien.
1749 starb die Carpegna-Linie im Mannesstamm aus und nach längeren Auseinandersetzungen erbte der Marchese Antonio Gabrielli über seine Mutter die Grafschaft. Das napoleonische Königreich Italien (1805–1814) brachte das Ende von Reichsitalien sowie eine Unterbrechung der Souveränität, 1817 fiel das Fürstentum Gattara-Scavolino dann ebenfalls an die Grafen Gabrielli-Carpegna, doch 1819 wurden beide Territorien dem Kirchenstaat einverleibt. Die Familie lebte nun überwiegend in Rom, wo sie zwei Palazzi in (und eine Villa außerhalb) der Stadt erwarb. Die Nachfahren existieren als Fürstenhaus Carpegna Falconieri Gabrielli bis heute und besitzen noch den Palast von Carpegna.